# Avant-propos (Daudet)
Avant-propos est un avant-propos d'Alphonse Daudet écrit sous forme d'introduction aux Lettres de mon moulin pour l'édition en recueil par Hetzel. 

## Publication
Contrairement aux nouvelles du recueil des Lettres de mon moulin, Avant-propos n'a pas été publié préalablement dans la presse mais est rédigé spécifiquement pour la première édition reliée, chez Hetzel, parue en 1869.

## Contenu
Le texte de Daudet consiste en la lecture de l'acte notarié d'acquisition du moulin, faite par maître Honorat Grapazi, « notaire à la résidence de Pampérigouste », devant les témoins et cosignataires « Francet Mamaï, joueur de fifre, et de Louiset dit le Quique, porte-croix des pénitents blancs » ; le vendeur, « moyennant le prix convenu », étant le « sieur Gaspard Mitifio, époux de Vivette Cornille, ménager au lieudit des Cigalières», et l'acquéreur le « sieur Alphonse Daudet, poète, demeurant à Paris ».

## Adaptation
Avant-propos a été enregistré par Fernandel. 